# Instituto Nacional de Ciencias Aplicadas de Lyon
El Institut national des sciences appliquées de Lyon, grande école de ingenieros y de investigación francesa creada en 1957. Está situada en el campús LyonTech (la Doua), en la ciudad de Villeurbanne.
INSA Lyon ostenta el estatus de Établissement public à caractère scientifique, culturel et professionnel (EPSCP), y está bajo la tutela del Ministère de l'Enseignement Supérieur et de la Recherche (MESR). Además, es un miembro fundador de LyonTech, una red que engloba diversas instituciones.
La oferta educativa del INSA Lyon abarca la formación de ingenieros superiores, programas de máster y doctorados. La institución cuenta con 9 departamentos o especialidades de segundo ciclo, destacando su compromiso con la excelencia académica y la diversidad de disciplinas. 
Además, INSA Lyon ha obtenido acreditaciones relevantes, como el reconocimiento por parte de la Commission des Titres d'Ingénieur (CTI) para las diversas especialidades del título de ingeniero. Los programas de máster son evaluados por el Haut Conseil d'Evaluation de la Recherche et de l'Enseignement Supérieur (HCERES), mientras que los másteres especializados son respaldados por la Conférence des Grandes Ecoles (CGE). La institución también desempeña un papel importante como operador del doctorado en la Universidad de Lyon.
Es la institución fundadora de la red nacional INSA, que agrupa los seis institutos nacionales de ciencias aplicadas [INSA Lyon (1957), INSA Toulouse (1961), INSA Rennes (1961), INSA Rouen (1985), INSA Strasbourg (2003), INSA Centre Val de Loire (2013) e INSA Hauts-de-France (2019)]y que forma, cada año, cerca de un 12% de los ingenieros titulados de Francia. Su oferta educativa incluye la formación de ingenieros superiores, másteres y doctorados.
Con su compromiso con la excelencia académica, la investigación avanzada y la formación integral, INSA Lyon sigue siendo un referente en la educación superior y la investigación científica en Francia.

## Historia
Durante el inicio de la Segunda Guerra Mundial, Francia contaba únicamente con una estación de radio militar de larga distancia. Dada la proximidad de París a la línea del frente, las autoridades de la época tomaron la decisión de erigir una segunda estación radio en el dominio militar de la Doua, situado en Villeurbanne. Bajo el liderazgo del general Gustave Ferrié, este enclave militar se convirtió en uno de los pocos sitios que albergaban una estación de radio en aquel período, consolidándose como uno de los principales centros en tecnología eléctrica de la época.
En la década de 1950, Francia experimentaba un notable crecimiento industrial, pero enfrentaba la carencia de mano de obra calificada. En ese contexto, el sistema educativo francés producía apenas unos 4500 ingenieros al año. En respuesta a esta necesidad, dos influyentes personalidades de Lyon, el filósofo Gaston Berger y el rector Jean Capelle, decidieron fundar el Institut National des Sciences Appliquées (INSA) junto al complejo militar de la Doua.
En la actualidad, el INSA de Lyon ha evolucionado hasta convertirse en una de las principales universidades de ingeniería de Francia, destacando como la mejor al ofrecer un programa completo de cinco años.

### Identidad visual
En septiembre de 2014, los seis INSA de Francia adoptan el mismo logotipo:

Logo del INSA Lyon hasta septiembre de 2014
Logo del INSA Lyon a partir de septiembre de 2014

## Formación
INSA Lyon es una escuela de formación integral con una duración de 5 años que otorga anualmente más de 1,000 títulos de ingeniería distribuidos en 9 disciplinas. Esto implica una población estudiantil de alrededor de 5.000 estudiantes en programas de ingeniería, así como aproximadamente 160 doctorandos por año, totalizando alrededor de 650 estudiantes de doctorado inscritos.
De los estudiantes de ingeniería, aproximadamente el 25% accede directamente en el tercer año, principalmente después de completar una clase preparatoria, un DUT (Diplôme Universitaire de Technologie) o un ciclo universitario de nivel 2 o 3 (L2/L3). Además de los programas de ingeniería, INSA Lyon ofrece dos programas de Maestría (DNM) internacional en colaboración con otras instituciones del área de Lyon.
Además, INSA Lyon está autorizado para otorgar 7 másteres especializados (programa de máster especializado que proporciona una formación avanzada y específica en un área particular, a menudo en colaboración con la industria, para aquellos que buscan una especialización profesional después de obtener un título universitario) avalados por la Conférence des Grandes Écoles (CGE), consolidando su posición como una institución educativa líder en la formación técnica y científica en Francia.

### Admisión
El procedimiento de admisión es común a todos los INSA. Se puede acceder después de bachillerato, realizando el primer ciclo de formación en el propio INSA, o acceder posteriormente en segundo, tercer o cuarto año por concurso.

### Primer ciclo[10]
El primer ciclo está constituido por dos años de enseñanzas fundamentales. Los alumnos reciben una formación científica de base, incluyendo trabajos prácticos así como formación humana en menor medida.
Con el objetivo de mejorar la integración de los estudiantes extranjeros, así como de promover la orientación internacional o artística de los estudiantes, los estudiantes del primer ciclo del INSA de Lyon pueden integrar una de las secciones orientadas (EURINSA, AMERINSA, ASINSA, SCAN, Musique études, SHN, ...)

#### EURINSA[11]
Esta sección de la institución se caracteriza por contar con una proporción equitativa de estudiantes franceses y extranjeros provenientes de países europeos, sumando un total de 100 alumnos.
En el ámbito de EURINSA, se establece como requisito para los estudiantes el estudio de dos idiomas extranjeros. El primero de ellos es el inglés (si el estudiante demuestra un nivel avanzado en inglés, tiene la opción de elegir otro idioma). El segundo idioma debe ser de origen europeo, y las opciones incluyen italiano, alemán, español, portugués o ruso.
Los estudiantes franceses, o aquellos que posean un diploma de enseñanza secundaria francés, tienen la responsabilidad de llevar a cabo un mes de prácticas en un país europeo. Por su parte, los estudiantes extranjeros deben realizar este período de prácticas en un país francófono, con preferencia en Francia.

#### AMERINSA
Esta sección, creada en 1995 bajo la misma premisa que EURINSA, se compone de manera equitativa de estudiantes franceses y estudiantes extranjeros de origen latinoamericano.
Los estudiantes de AMERINSA están comprometidos a cursar el estudio de dos idiomas extranjeros. El primer idioma es el inglés, mientras que el segundo puede ser español o portugués, ofreciendo a los estudiantes una opción según sus preferencias lingüísticas.
Como parte de los requisitos académicos, los estudiantes de esta sección tienen la responsabilidad de llevar a cabo un mes de prácticas al finalizar su primer año de estudios. Para los estudiantes franceses, este periodo se realizará en algún país de Latinoamérica, mientras que los estudiantes extranjeros tendrán la oportunidad de realizar sus prácticas en un país francófono. Este enfoque en la movilidad y la inmersión en contextos culturales específicos fortalece la experiencia académica y fomenta la comprensión intercultural entre los participantes.

#### SCAN
En esta sección, todas las clases son en inglés. Los estudiantes de esta sección deben realizar sus prácticas en un país anglófono.

#### SHN
Los estudiantes de SHN son deportistas de alto nivel (Sportifs d'Haut Niveau). 
Algunos de los estudiantes que forman parte de la sección SHN participan en los campeonatos de Francia, e incluso en los Juegos Olímpicos.
Debido al entrenamiento físico que los estudiantes de esta sección realizan, los estudios del primer ciclo en esta sección, están distribuidos en tres años, y no en dos como en el caso de las otras.

### Segundo ciclo
El segundo ciclo, con una duración de tres años, constituye una etapa de especialización para los estudiantes. Durante este periodo, los alumnos tienen la oportunidad de elegir una de las nueve especialidades a continuación, cada una de las cuales representa un área específica de estudio:
| Evaluación de la CTI de 2008                    | Evaluación de la CTI de 2014       | Evaluación de la CTI de 2020      |
| ----------------------------------------------- | ---------------------------------- | --------------------------------- |
| Bioquímica y Biotecnologías                     | Bioquímica y Biotecnologías        | Biotecnologías y bioinformática   |
| Bioinformática y Modelización                   | Bioinformática y Modelización      | Biotecnologías y bioinformática   |
| Ingeniería Civil y Urbanismo                    | Ingeniería Civil y Urbanismo       | Ingeniería Civil y Urbana         |
| Ingeniería Eléctrica                            | Ingeniería Eléctrica               | Ingeniería Eléctrica              |
| Ingeniería Energética y Ambiental               | Ingeniería Energética y Ambiental  | Ingeniería Energética y Ambiental |
| Ingeniería Mecánica y Construcción              | Ingeniería Mecánica                | Ingeniería Mecánica               |
| Ingeniería Mecánica y Desarrollo                | Ingeniería Mecánica                | Ingeniería Mecánica               |
| Ingeniería Mecánica en Procedimientos Plásticos | Ingeniería Mecánica                | Ingeniería Mecánica               |
| Ingeniería Industrial                           | Ingeniería Industrial              | Ingeniería Industrial             |
| Ingeniería Informática                          | Ingeniería Informática             | Ingeniería Informática            |
| Ciencia e Ingeniería de Materiales              | Ciencia e Ingeniería de Materiales | Ingeniería de Materiales          |
| Ingeniería de Telecomunicaciones                | Ingeniería de telecomunicaciones   | Ingeniería de Telecomunicaciones  |

Cada especialidad ofrece un enfoque único y detallado en su respectivo campo, permitiendo a los estudiantes adquirir conocimientos especializados y habilidades específicas en preparación para su futura carrera profesional. Esta diversidad de opciones responde a las demandas cambiantes del panorama tecnológico y asegura una formación integral y adaptativa para los estudiantes de la institución.

##### Biociencias y biotecnología
El ingeniero graduado en Biotecnologías y Bioinformática de INSA Lyon es un profesional generalista que desempeña funciones en producción, investigación y desarrollo, así como control en industrias relacionadas con la salud (farmacéutica y parafarmacéutica), agroalimentaria, biotecnológica y medio ambiente. Entre el 20% y el 30% de los graduados continúan sus estudios con una tesis para acceder a roles de liderazgo en I+D en empresas del sector de la salud. La formación es multidisciplinaria, abarcando áreas como química, ciencias de la vida, medio ambiente y ciencias de la ingeniería (bioinformática y bioestadística, en particular).
Tras la evaluación de la CTI en 2014, los dos enfoques, Bioquímica y Biotecnologías (BB) y Bioinformática y Modelización (BIM), fueron reorganizados y ahora comparten un conjunto común de competencias que corresponden a 115 ECTS. Además, se está llevando a cabo un proyecto de revisión integral que incluye un primer semestre de formación común, un énfasis en la formación en tecnologías digitales y desarrollo sostenible, una quinta año más modular y un aumento en el número de graduados a 80 estudiantes por promoción.

##### Ingeniería Civil y Urbana
El ingeniero graduado en Ingeniería Civil y Urbana de INSA Lyon trabaja en los sectores de la construcción (fundaciones, estructuras, instalaciones técnicas), infraestructuras y obras civiles (carreteras, puentes, túneles, redes), así como en proyectos de urbanismo y renovación urbana. Además de habilidades transversales esenciales como la comunicación, la gestión y la organización, estas actividades requieren habilidades específicas en diagnóstico, diseño, construcción, control, gestión y evaluación de patrimonios construidos o por construir, para diversas entidades como la maestría de obra, empresas de ingeniería y control, empresas, entidades gubernamentales locales o instituciones de investigación.
La especialidad recluta entre el 20% y el 25% de estudiantes admitidos directamente en el tercer año, principalmente provenientes de clases preparatorias y del IUT GCDD. Se logra una casi paridad entre hombres y mujeres. El índice de empleabilidad neto fue del 97% en 2018, con empleo encontrado en menos de un mes.

#### Ingeniería eléctrica
La especialidad en Ingeniería Eléctrica forma, tanto en modalidad de estudiante como en aprendiz, ingenieros pluridisciplinarios en campos como la electrónica, electrotecnia, automatización, informática industrial y telecomunicaciones (EEAIT). Esta formación se orienta principalmente hacia los sectores de las energías clásicas y renovables (producción, conversión, transporte, distribución), transporte y movilidad eléctricas (automotriz, naval, ferroviario y aeronáutico), industria (automatización, supervisión y control de procesos), construcción, electrónica profesional y de consumo, sistemas integrados, y equipos de telecomunicaciones.En la actualidad, los estudiantes pueden optar por una de las siguientes especialidades: conversión de energías, sistemas de electrónica integrada, sistemas embarcados comunicantes, tratamiento de señales e imagen, sistemas integrados de producción, control de convertidores y sistemas e accionamiento, y redes eléctricas.
La naturaleza pluridisciplinaria de esta formación brinda a los graduados la flexibilidad de elegir entre diversas carreras como ingenieros en investigación avanzada, diseño, desarrollo, métodos y pruebas de calidad, producción, supervisión, asesoría y ventas técnicas. Las competencias clave incluyen la concepción, implementación y caracterización de sistemas eléctricos, así como la modelización, análisis y optimización de aplicaciones en el ámbito de la EEAIT. Además, se destaca la capacidad para liderar y gestionar proyectos.
En cuanto al reclutamiento, alrededor del 25% de los estudiantes son admitidos directamente en el tercer año, mientras que aproximadamente el 17% opta por la modalidad de aprendizaje.
El departamento también ofrece la posibilidad de obtener un doble diploma con alguna de estas universidades:
- Trinity College (Dublín)
- Dublin City University
- Universidad Federal de Paraná
- Universidade de Río de Janeiro
- Universidade de Las Campinhas
- Universidad politécnica de Cataluña
- Escuela Técnica Superior de Ingeniería de Telecomunicaciones de Barcelona
- Universidad Jaume I de Castellón
- École de Technologie Supérieure - Universidad de Quebec

##### Ingeniería Energética y Ambiental
El departamento de Ingeniería Energética y Ambiental del INSA Lyon forma ingenieros polivalentes en los sectores de energía y medio ambiente, graduando a 70 ingenieros anualmente, quienes principalmente encuentran su inserción laboral en los campos de producción y distribución de energía, energética del edificio, procesos y medio ambiente. Este departamento se apoya en dos laboratorios de investigación: el Centre de Thermique et d'Energétique de Lyon (CETHIL) y el laboratorio Déchets, Eau, Environnement et Pollution (DEEP).
Durante el primer año, los estudiantes adquieren los fundamentos de la ingeniería energética, ingeniería de procesos y medio ambiente. Estos conocimientos se aplican en el segundo año para permitir al futuro ingeniero diseñar, dimensionar, optimizar y gestionar sistemas energéticos en contextos complejos y variados (ciudad, industria, transporte) y en instalaciones de ingeniería de procesos. En el último año, se abordan ampliamente los desafíos actuales en energía y medio ambiente, considerando aspectos como recursos y disponibilidad, tecnología y economía, optimización, redes, regulación, impacto en el cambio climático, entre otros.
El departamento recluta aproximadamente al 20% de los estudiantes directos en el tercer año.

##### Ingeniería Industrial
Por otro lado, la especialidad de Ingeniería Industrial centra en los sistemas de producción, suministro y distribución de bienes o servicios, desde su concepción hasta su implementación, gestión y optimización, con una visión sistémica. Forma ingenieros que contribuyen a la mejora global del rendimiento empresarial, integrando dimensiones técnicas, organizativas, financieras, humanas y medioambientales. Los roles principales ocupados por los graduados incluyen la gestión de la cadena de suministro (ingeniero logístico, comprador, responsable de planificación), mejora continua, industrialización y métodos (gestor lean, ingeniero de calidad), y sistemas de información (consultor funcional).
La especialidad cuenta con alrededor de 90 estudiantes por promoción, con unos 20 admitidos directamente en tercer año (provenientes de clases preparatorias o DUT) y entre 5 y 8 estudiantes en programas de doble titulación con universidades extranjeras socias.

##### Ingeniería Mecánica
El ingeniero graduado en Ingeniería Mecánica por el INSA Lyon ejerce en áreas tradicionales como la mecánica (automotriz, aeroespacial, ferroviaria, producción de energía, etc.), servicios y mejora de procesos y productos (empresas de consultoría, mantenimiento, control, asesoramiento, etc.), así como en conceptos innovadores (robótica, mecatrónica, biomédica, medio ambiente, deporte, etc.). Participa en la cadena de diseño industrial con un enfoque generalista en los métodos mecánicos, contribuyendo a la implementación de soluciones, su dirección, supervisión y optimización. También tiene la posibilidad de especializarse, incluso hacia carreras de investigación. La formación puede llevarse a cabo en modalidad de estudiante en formación inicial.
En formación inicial, ya sea en calidad de estudiante o aprendiz, el departamento acoge aproximadamente a 300 estudiantes y 40 aprendices por promoción. Las formaciones bajo el estatus de aprendizaje se llevan a cabo en colaboración con dos Centros de Formación en Alternancia (CFA): el CIRFAP y el ITII de Lyon. La mayoría de los aprendices son reclutados externamente, representando menos del 10% de estudiantes provenientes del departamento de Formación Inicial en Métiers de l'Ingénieur (FIMI), mientras que el 70% de la población estudiantil proviene de FIMI.
La formación se estructura alrededor de un núcleo común y recorridos diferenciados que constituyen el 20% de la formación. Esta última se realiza en los dos campus de INSA Lyon (Villeurbanne y Oyonnax), siendo este último sitio el hogar de los estudiantes en los años 4 y 5 que siguen recorridos diferenciados relacionados con la plasturgia y los materiales compuestos. Los ejes principales de la formación se centran en la concepción y realización de productos y servicios con dominancia mecánica, destacando la importancia de la aplicación práctica a través de proyectos colectivos o individuales para permitir a los ingenieros en formación asumir diferentes roles durante el proceso de creación e innovación.

##### Ingeniería Informática
En el departamento de Informática, basado en un sólido fundamento científico y metodológico, la formación abarca un amplio espectro tecnológico y prepara para todos los ámbitos profesionales de la informática, desde ingenieros de estudio y desarrollo para la mayoría de los graduados hasta ingenieros de I+D, consultores, investigadores y empresarios.
En los últimos años, el departamento ha reorganizado profundamente sus programas, incorporando una vía de aprendizaje, proyectos multidisciplinares a largo plazo, fortalecimiento en la formación científica y la investigación, y mayor énfasis en las tecnologías centrales de la transformación digital: IA/Big Data/Análisis de datos, ciberseguridad, informática distribuida (nube, computación edge/fog, informática móvil, blockchain).
La especialidad recluta aproximadamente al 28% de estudiantes directos en tercer año, y se ofrecen contratos de profesionalización en el último año.
El 30% de los graduados trabajan en pequeñas y medianas empresas (PyMES) y, el resto, en empresas de tamaño intermedio y grandes corporaciones. La mayoría de los primeros empleos se encuentran en empresas de servicios digitales (33%) y empresas editoras de software (25%), seguidas por start-ups (13%), banca/seguros (10%) y consultorías (6%).

##### Ingeniería de Materiales
El ingeniero diplomado en Ingeniería de Materiales de INSA Lyon desempeña funciones de investigación y desarrollo, estudios técnicos o gestión de proyectos en toda la cadena de materiales. Su competencia abarca desde la síntesis hasta la producción de materiales, así como la caracterización y optimización de sus propiedades. Interviene especialmente en el dimensionamiento y, de manera más general, en la conceptualización y desarrollo de materiales innovadores. Los campos de empleo de los ingenieros en Materiales son variados, con una predominancia en los sectores de transporte, energía y construcción. Durante el último año, los estudiantes se distribuyen en las 3 opciones del departamento, aproximadamente el 40% en la opción Materiales de Estructura y Durabilidad (MSD), el 30% en la opción Polímeros y Procesos de Fabricación (PPF) y el 30% en la opción Semiconductores, Componentes y Micro y Nanotecnologías (SCM).
El departamento recluta alrededor del 28% de estudiantes directos en tercer año, la mitad procedente de clases preparatorias y el resto de DUT/L2/L3.

##### Ingeniería de Telecomunicaciones
El Departamento de Telecomunicaciones de INSA Lyon forma ingenieros sobre una base de conocimientos científicos y técnicos en tres áreas: sistemas de comunicación, redes e informática. Los ingenieros graduados actúan en el corazón de las nuevas tecnologías de la información y la comunicación, siendo capaces de innovar, diseñar y concebir soluciones, simularlas, implementarlas, dirigirlas, mantenerlas y mejorarlas.
El Departamento de Telecomunicaciones, Servicios y Usos otorga un diploma en formación inicial, tanto en calidad de estudiante como de aprendiz.

### Doctorado
El INSA de Lyon constituye un importante polo de investigación, en él se imparten másteres especializados, 10 másteres de investigación y doctorados. Esta oferta se apoya en los 23 laboratorios con los que tiene contratos de colaboración (CNRS, INSERM, INRA, etc.).

## Una escuela internacional

##### Intercambios internacionales
El INSA de Lyon tiene una política de fomento de los intercambios internacionales.
- El 77% de los titulados realiza un intercambio internacional de más de 6 meses
- 28% de estudiantes extranjeros
- 220 acuerdos con universidades extranjeras

#### Idiomas extranjeros
La diversidad lingüística es parte integral del entorno en INSA Lyon y también de la política de enseñanza de idiomas extranjeros. Los estudiantes tienen la opción de elegir entre 10 idiomas (inglés, español, portugués, italiano, chino, japonés, ruso, francés, árabe y alemán). Los cursos se organizan en grupos de niveles, y se ofrecen todos los niveles.
La Commission des Titres d'Ingénieur (CTI) exige una certificación externa de un nivel mínimo B2 en francés para los no francófonos y un nivel mínimo de B2 (con un nivel C1 recomendado) en inglés. La formación en idiomas está diseñada para permitir a los estudiantes validar estos niveles como prioridad, pero son niveles mínimos. Se ofrecen cursos en inglés y francés más allá de los niveles mínimos, y un segundo idioma extranjero es obligatorio para todos los estudiantes en grupos internacionales del primer ciclo, así como en el segundo ciclo.
Además, existen numerosos módulos temáticos en varios idiomas que permiten a los estudiantes practicar el idioma mientras realizan otras actividades, como puede ser teatro...  (siguiendo el modelo de Content-Based Instruction).

## Vida universitaria

### Alojamiento
El INSA de Lyon tiene capacidad para alojar en el propio campus a 3200 estudiantes en 11 residencias. Dichas residencias son de dos tipos:
- Residencias con habitaciones compartidas (A, B, C y D) : Cuentan con habitaciones dobles y están reservadas para estudiantes de primer y del segundo año.
- Residencias tradicionales (E, F, G, H, I, J y Magellan) : Incluyen alojamientos de diferentes disposiciones como estudios, apartamentos para dos o tres personas, y están dirigidas a estudiantes de cursos superiores.

### Los restaurantes universitarios
Desde sus inicios, el INSA Lyon ha impulsado servicios de restauración destinados a facilitar la integración y vida de los estudiantes en el campus a lo largo de su carrera académica. Con una estructura integrada e innovadora en el panorama de la educación superior, los restaurantes del INSA destacan por ofrecer servicios los 7 días de la semana, tanto en la mañana como al mediodía y por la noche, no solo a los estudiantes, sino también al personal de la Universidad de Lyon y a visitantes externos.
En la actualidad, la universidad dispone de 6 restaurantes (5 restaurantes para los estudiantes y uno para el personal):
- Le Castor & Pollux : ofrece gastronomía tradicional.
- Le Prévert : propone comida rápida.
- Le Grillon : ofrece carnes y pescados a la plancha.
- L'Olivier. : se especializa en gastronomía italiana
- Point A : orientado al desayuno.
- Pied de Saule: restaurante exclusivo del personal.

Los restaurantes del INSA preparan y sirven 800.000 comidas al año. Esta iniciativa busca no solo satisfacer las necesidades alimenticias de la comunidad estudiantil, sino también brindar opciones atractivas y accesibles para aquellos vinculados a la Universidad de Lyon y otros visitantes.

### Las asociaciones
Una de las diferencias del INSA de Lyon con respecto a otras universidades francesas, es la gran cantidad de asociaciones de estudiantes de las que dispone (el número total ronda las 100). Hay asociaciones de muchos tipos:
- Animación: Les 24 heures de l'INSA, Insatiable, Radio Datsun...
- Artes y espectáculos: Graines d'Images, Harmonie, OSIU...
- Culturas internacionales: BEST Lyon, ACEIMI, CUID...
- Facultades: Asociación de Estudiantes de Ingeniería Eléctrica (ADEGE), Asociación de Estudiantes de Informática (AEDI), Asociación de Estudiantes de Ingeniería Industrial (AG2I)...
- Humanitarias: Indiaction, Exit, le Karna Humanitaire...
- Deportivas: Bikers, Boards of Mangroove, Ski Club...
- Técnicas: ClubElek, Cod INSA...

#### ETIC INSA Technologies
Con más de 40 años de experiencia, ETIC INSA Technologies es la junior empresa (organización estudiantil gestionada por estudiantes universitarios que buscan aplicar y desarrollar sus habilidades profesionales en un entorno práctico) del INSA Lyon. La organización, que cuenta con más de 120 miembros activos, se organiza en cinco secciones: estudios y negocios, márquetin, tesorería, desarrollo comercial y presidencia.

#### La Semaine Asiatique
La Semana Asiática es un evento cultural que ofrece una inmersión fascinante en las diversas culturas de Asia. Durante una semana en marzo, los participantes son deleitados con una amplia gama de actividades que incluyen espectáculos, danzas tradicionales, música K-pop, degustación de especialidades asiáticas, animaciones y muchas sorpresas más.  Además, a lo largo del año, se ofrecen entregas de comidas que complementan la experiencia cultural.

#### Les 24 heures de l'INSA
El "Festival des 24 heures de l'INSA" tiene sus raíces en 1972, cuando dos estudiantes idearon una carrera de 24 horas alrededor de las residencias A y B. Desde entonces, la asociación ha evolucionado y actualmente organiza cuatro competiciones de 24 horas de duración: un triatlón (4 horas de natación, 14 horas de ciclismo y 6 horas de carrera), una competición ciclista, y una competición de natación.
No obstante, este evento ha trascendido sus orígenes deportivos. Cada año, durante un fin de semana del mes de mayo, el "Festival des 24 heures de l'INSA" se convierte en una celebración integral, atrayendo a aproximadamente 50.000 espectadores. Este festival va más allá de las competiciones deportivas, ofreciendo una experiencia única que incluye diversos conciertos y animaciones, consolidándose como un evento destacado que une a la comunidad estudiantil y atrae la participación entusiasta de un amplio público.
Algunos de los artistas que han pasado por el escenario de este festival son:
- Edición 41 (2015): The Subways, Uppermost, Yuksek, De Hofnar, Breakbot & Irfane, Cherokee, BRNS, Selector Abal, Erotic Market, Proleter, MOME...
- Edición 42 (2016): San Holo, Netsky, Etienne de Crecy...
- Edición 43 (2017): Pendulum, Lemaitre, Alltta...
- Edición 44 (2018): Danakil, Hilinght Tribe, Kavinsky...
- Edición 45 (2019): The Ackee Saltfish, Bear's Towers, Effigie, High Garden Sound, KLS, Wave Up, Bellecour, Slogan, Blade, Hopex, Tetra Hydro K Meets Brainless, Fuzzcall, La Bouture Dub, R.O. X Konoba, Jazzy Bazz, Leonxleon, Master Phil, La Fine Équipe, Two Trains Left, Møme, Tez Cadey, Comah y Feder (DJ set).
- Edición 46 (2021): Alain 34, Mabreuch, An'om x Vayn, Wailing Trees, Cyrious, Billet d'Humeur, Arche, Darwells, Mountain Mountain.
- Edición 47 (2022):[29] Ottis Coeur, Ishiban, Ex-echo, La Band’As, Tom Ibarra, Cavale, Rouge Avant Orage, Calli Boom, Kls, Dubanko, Loge21, The Ackee, Recreation!, Sophie And The Giants, Bianca Costa, Human Pattern, Pattaya Girls, Joris Delacroix, Bandikoot, Youv Dee, Orange Signal, Younotus y Trinix.
- Edición 48 (2023):[29] Kikesa, Mandragora, Franky Nuts, Azeria B2b Midryaz, The Ackee, Elle Valenci, Woody Vibes, Clark's Bowling Club, Kls, Elodie Mam's, Imanbek, Zaoui, Miel de Montagne, 2th, Georgie Riot, Citron Sucré, Salut c'est Cool Présente Dimension Bonus, Jay Brush, Chilla, Hermit, Send me Love Letters, Empira y La Band'As.

Históricamente, la asociación organizaba trampolines de rock y electrónica, brindando la oportunidad a artistas emergentes de estos géneros de presentarse en los diversos escenarios del festival. Desde 2019, se introdujeron 2 trampolines de descubrimiento que permiten a 2 artistas o grupos ser los teloneros en el escenario principal. Independientemente de su estilo musical, tienen la oportunidad de presentar su música en el concurso tras un proceso de selección.

#### FORUM Organisation
"FORUM Organisation" es una asociación con el objetivo de establecer conexiones significativas entre estudiantes y empresas. Organiza diversos eventos, entre ellos:
- Forum Rhône-Alpes:[32] Iniciado en 1985, Sirve como punto de encuentro entre futuros ingenieros y empresas, atrayendo a más de 4,000 visitantes anuales, entre estudiantes y jóvenes graduados de varias grandes escuelas de ingeniería en la región de Rhône-Alpes. Los campos de ingeniería representados abarcan diversos sectores, como Informática, Telecomunicaciones, Ingeniería Eléctrica, Ingeniería Industrial, Ingeniería Mecánica, Ingeniería Civil y Urbanismo, Ingeniería de Materiales, Química, Agroalimentario, Medio Ambiente y Ciencias Biológicas.
- Forum CATALYZ:[33] Establecido en 2008, brinda a estudiantes y jóvenes graduados de Grandes Ecoles de ingeniería la oportunidad de obtener entrevistas con empleadores de empresas nacionales e internacionales.

#### Graines d'Images
Graines d'Images es la asociación de fotografía del INSA Lyon, dedicada a reunir a entusiastas de la fotografía para participar en proyectos comunes diversos.Desde cubrir eventos asociativos (teatro, conciertos, fiestas) hasta talleres de descubrimiento, brinda la oportunidad de iniciar y/o consolidar conocimientos técnicos, rodeados por miembros de la asociación.

#### Karnaval Humanitaire (Karna)
El Karnaval Humanitaire es una asociación estudiantil que surgió hace 28 años en los edificios de la INSA Lyon. Sus miembros provienen tanto del INSA Lyon como de otras universidades de la ciudad.
La asociación organiza anualmente varios eventos, como la Journée des étudiants (jornada de los estudiantes) y la Karna-Fêt (carnafiesta) en octubre, la Semaine de la solidarité (una semana de conferencias, espectáculos, carnaval, comida, conciertos y más) en marzo, y la fête de la Musique en junio. Estos eventos, dirigidos tanto al público en general como a los amantes de la música, no solo tienen un propósito festivo y familiar, sino también una fuerte vocación humanitaria. Desde 2006, la asociación se ha comprometido con el acceso al agua en Burkina Faso, con un objetivo real de autonomía para la población local.

#### K-Le Son (KLS)
K-Le Son es la asociación de Sonido e Iluminación de la INSA de Lyon, brindando a los estudiantes la oportunidad de explorar diversas facetas del mundo del sonido y la iluminación. Sus actividades abarcan desde la composición musical hasta la construcción de altavoces, programación de luces y reparación de equipo. Los miembros de la asociación tienen la oportunidad de aplicar sus habilidades en eventos asociativos organizados por la universidad, así como en eventos estudiantiles.

#### La ADEGE[37]
La ADEGE (Association des Elèves de Génie Electrique - Asociación de Alumnos de Ingeniería Eléctrica) es una asociación creada en 1990, que tiene como objetivo el mejorar la integración y la calidad de vida de los estudiantes en la facultad de ingeniería eléctrica.
La asociación propone diferentes actividades a lo largo del año con el objetivo de dinamizar la vida de la facultad, y de crear vínculos con las empresas del sector eléctrico. Asimismo, se encarga de encontrar y tratar con los padrinos de promoción. Los padrinos de promoción de las últimas promociones de estudiantes han sido: Michelin (2012), Akka Technologies (2013), SNCF (2014), Safran (2015), Eiffage (2016), Volvo (2017), Emerson (2018), ABB (2019), Alstom (2023), Schneider Electric (2024) y RTE (2026).

## Rankings
Rankings nacionales:
| Nom              | Modo de acceso | 2019     | 2020     | 2021     | 2022     | 2023     | 2024     |
| ---------------- | -------------- | -------- | -------- | -------- | -------- | -------- | -------- |
| DAUR Rankings    | Cualquier      | 33 / 170 | 27 / 171 | 44 / 174 | 60 / 176 | 42 / 185 |          |
| L'Étudiant       | Cualquier      |          |          | 10 / 168 | 9        |          | 13 / 170 |
| L'Étudiant       | Post-bac       |          |          |          |          | 1        |          |
| L'Usine Nouvelle | Cualquier      | 12 / 130 | 12 / 122 | 14 / 130 | 13 / 134 | 17 / 131 | 15 / 128 |
| L'Usine Nouvelle | Post-bac       | 2 / 67   | 3 / 68   | 3 / 73   | 3 / 73   | 8 / 74   | 6 / 70   |
| Le Figaro        | Cualquier      |          |          | 8        |          |          |          |
| Le Figaro        | Post-bac       |          |          |          | 1        | 1 / 102  |          |

Rankings internacionales (como INSA Lyon):
| Ranking                | Geografía | 2015      | 2016      | 2017      | 2018      | 2019      | 2020      | 2021      | 2022      | 2023       | 2024       |
| ---------------------- | --------- | --------- | --------- | --------- | --------- | --------- | --------- | --------- | --------- | ---------- | ---------- |
| CWUR                   | Mundial   |           |           |           |           |           |           |           | 626       |            |            |
| CWUR                   | Francia   |           |           |           |           |           |           |           | 30        |            |            |
| QS Top Universities    | Mundial   | 401 - 410 | 387       | 421 - 430 | 451 - 460 | 478       | 501 - 510 | 541 - 550 | 531 - 540 | 457 / 1500 | 392 / 1500 |
| QS Top Universities    | Francia   |           |           |           |           |           |           |           | 15        |            |            |
| Shanghai Ranking       | Mundial   |           |           |           |           |           |           |           | N.C.      |            |            |
| Shanghai Ranking       | Francia   |           |           |           |           |           |           |           | N.C.      |            |            |
| Times Higher Education | Mundial   | N.C.      | 401 - 500 | 501 - 600 | 601 - 800 | 601 - 800 | 601 - 800 | 601 - 800 | 601 - 800 | 801 - 1000 | 601 - 800  |
| Times Higher Education | Francia   |           |           |           |           |           |           |           | 22 - 27   |            | 21         |

Ranking de Shanghái por ámbito:
| Ámbito                             | 2019      | 2020      | 2021      | 2022 | 2023      |
| ---------------------------------- | --------- | --------- | --------- | ---- | --------- |
| Matemáticas                        | 101- 150  | 76 - 100  | 76 - 100  |      | 51 - 75   |
| Ingeniería mecánica                | 50        | 51 - 75   | 51 - 75   |      | 76 - 100  |
| Ingeniería eléctrica y electrónica | 301-400   | 201 - 300 | 301 - 400 |      | 301 - 400 |
| Ingeniería biomédica               | 201 - 300 | 201 - 300 | 201 - 300 |      | 201 - 300 |
| Ingeniería energética y ambiental  | 401 - 500 | 301 - 400 | 301 - 400 |      | -         |
| Ingeniería metalúrgica             |           |           |           |      | 101 - 150 |
| Tecnología médica                  |           |           |           |      | 201 - 300 |

## Investigación
El INSA de Lyon alberga un conjunto de 22 laboratorios de investigación que abarcan diversas disciplinas científicas y tecnológicas:
- Laboratorio Ampère: Laboratorio orientado a la ingeniería eléctrica, el electromagnetismo, la automática y la microbiología medioambiental.
- Unidad de investigación Biologie Fonctionnelle, Insectes et Interactions (BF2I): Unidad Mixta de Investigación entre el INSA Lyon y el Departamento de Salud de Plantas y Medio Ambiente (SPE) del Instituto Nacional de Investigación para la Agricultura, la Alimentación y el Medio Ambiente (INRAE) centrada en comprender las funciones que regulan la interacción de ciertos grupos de insectos de importancia agronómica con sus socios biológicos directos, como plantas hospederas y microorganismos simbióticos.
- Centre d'Innovation en Télécommunications et Intégration de services (CITI): Asociado al INSA Lyon y al INRIA, se centra en la integración de la informática, las redes y las comunicaciones digitales para abordar los desafíos relacionados con el desarrollo de Internet.[76]La experiencia interdisciplinaria completa que el CITI ha adquirido en la última década lo convierte en un laboratorio casi único en Francia.[76]
- Centro de Investigación en Adquisición y Tratamiento de Imágenes para la Salud (CREATIS): Centro de investigación especializado en imágenes y señales biomédicas, compuesto por aproximadamente 200 miembros.[77] Se enfoca en la intersección de dos áreas principales: la identificación de importantes cuestiones de salud que pueden abordarse a través de la adquisición de imágenes o señales, y la resolución de desafíos teóricos en el procesamiento de señales e imágenes, modelado y simulación numérica para aplicaciones de salud.[77]
- Centre d'Énergétique et de Thermique de Lyon (CETHIL): Unidad de investigación asociada con INSA Lyon, el CNRS y la Universidad Claude-Bernard Lyon 1, se destaca en termalidad, abordando escalas desde nanoestructuras hasta edificios.[78] Sus investigaciones incluyen física de transferencias térmicas, eficiencia energética en sistemas complejos y procesos impactados por la termalidad, con aplicaciones en aeronáutica, automoción, electrónica, vivienda y energías renovables.[78]
- Unidad de investigación Environnement, Ville, Société (EVS): Reúne a comunidades de investigación de diversas disciplinas de ciencias sociales y humanidades, pertenecientes a universidades y colegios del polo Lyon Saint-Étienne.[79] Se ocupa de las modalidades mediante las cuales las sociedades contemporáneas y pasadas organizan sus entornos, analizando el cambio, la acción, la transformación y la evolución.[79] Estudia las dinámicas de cambio en ocho grupos de trabajo basados en los intereses científicos de las comunidades de investigación reunidas en el laboratorio.[79]
- Laboratoire de Génie Civil et Ingénierie Environnementale (LGCIE).
- Laboratoire de Déchets Eaux Environnement et Pollutions (DEEP): Se especializa en ingeniería ambiental y se enfoca en abordar los desafíos relacionados con las transiciones ecológicas y energéticas. Su misión es innovar en la gestión de desechos y emisiones para el futuro, a través del desarrollo de ecotecnologías que son innovadoras, compactas, eficientes en el uso de la energía y avanzadas tecnológicamente.
- Laboratoire de Génie Electrique et Ferroélectricité (LGEF): Centrado en investigaciones enfocadas en el "acoplamiento multi-físico en materiales de conversión y su uso en sistemas dedicados". Estas investigaciones abarcan una amplia gama de disciplinas, desde materiales electroactivos (como cerámicas, monocristales, polímeros y compuestos) hasta sistemas y funciones desarrolladas, incluyendo la recuperación de energía, control de vibraciones, dispositivos autónomos y autoalimentados, y actuadores flexibles.
- Laboratoire d'InfoRmatique en Image et Systèmes d'information (LIRIS): Unidad mixta de investigación (UMR 5205) asociada al CNRS, INSA de Lyon, Universidad Claude Bernard Lyon 1, Universidad Lumière Lyon 2 y la École Centrale de Lyon, con 330 miembros.[80] Su investigación abarca un amplio espectro de las ciencias de la computación, organizada en doce equipos distribuidos en seis áreas de especialización: Datos, Sistemas y Seguridad; Informática Gráfica y Geometría; Imágenes, Visión y Aprendizaje; Interacciones y Cognición; Algoritmia y Combinatoria; y Simulación y Ciencias de la Vida.[80] El LIRIS aborda desafíos del mundo digital como la inteligencia artificial, Big Data, la visión por computadora, la ciberseguridad, y la transformación digital, con un enfoque también en la intersección con las humanidades, la ingeniería, la medicina, y las ciencias ambientales.[80] Además, promueve la mediación científica en informática y contribuye a los desafíos societales de la soberanía digital y el desarrollo sostenible, enfocándose en el uso responsable de las tecnologías y la concienciación sobre el impacto ambiental de la investigación.[80]
- Institut Camille Jordan (ICJ): Destacado laboratorio de matemáticas multi-tutelas y multi-sitios, operando como una Unidad Mixta de Investigación (UMR) bajo el auspicio del CNRS, la Universidad Claude Bernard Lyon 1, la Universidad Jean Monnet Saint-Étienne, la École Centrale de Lyon y el Instituto Nacional de Ciencias Aplicadas de Lyon.[81] Con aproximadamente 170 miembros permanentes, incluyendo investigadores, docentes, ingenieros y personal administrativo, además de 90 miembros no permanentes como doctorandos y postdoctorados, el ICJ se distribuye principalmente en el campus de la Doua de la Universidad de Lyon.[81] Cuenta con su propia biblioteca en el edificio Braconnier y recibe anualmente nuevos investigadores y docentes, manteniendo una sección activa de reclutamiento y noticias generales sobre la vida del laboratorio en su sitio web.[81]
- Institut de Chimie et de Biochimie Moléculaires et Supramoléculaires (ICBMS): Respaldado por instituciones como la Universidad Claude Bernard Lyon 1, el CNRS, la Escuela Superior de Química CPE-Lyon y el INSA-Lyon, se distingue en el ámbito académico y de investigación por su concentración en cuatro dominios fundamentales: la Química Ambiental, con un enfoque en la revalorización de biomasa y el CO2; las Metodologías de Síntesis, que comprenden el uso de catalizadores y la química del fluor; la Química en la Interfaz con Biología, explorando desde la química medicinal hasta la síntesis relacionada con procesos bioquímicos; y la Bioquímica y Biología Molecular, dedicada al estudio de interacciones moleculares y mecanismos celulares.[82]
- Institut des Nanotechnologies de Lyon (INL): Centro de investigación multidisciplinario en micro y nanotecnologías, enfocado en materiales, sistemas y aplicaciones en sectores como información, energía, salud y medio ambiente.
- Décision et Information pour les Systèmes de Production (DISP): se centra en la ingeniería industrial e informática empresarial, abordando los desafíos del mundo socioeconómico mediante la investigación en diseño y aplicación de métodos de soporte a la decisión y sistemas de información para mejorar la eficiencia, agilidad y resiliencia de los sistemas de producción y cadenas logísticas.[83] Con competencias en modelado, investigación operativa, simulación, ingeniería de software, inteligencia artificial, planificación, programación y apoyo a la decisión, el DISP evalúa los sistemas complejos en aspectos técnicos, estructurales, organizativos y humanos.[83] Involucra a miembros de cuatro instituciones de la Universidad de Lyon, enfocándose en el desarrollo de conocimientos, su transferencia a empresas, divulgación de resultados, formación investigativa, apoyo científico y promoción de la cultura científica.[83]
- Ingénierie des Matériaux Polymères (IMP): destaca por su amplia gama de habilidades que abarcan toda la cadena de valor en el ámbito de los polímeros, especializándose en una aproximación de ingeniería multi-escala y multidisciplinaria.[84] Combina conocimientos fundamentales de química y física de polímeros para el desarrollo de materiales con arquitecturas controladas, ecológicos y funcionales.[84] Su estructura se enfoca en competencias clave en química, fisicoquímica, estructura, reología y propiedades físicas, además de integrar experticias interdisciplinarias en salud y desarrollo de polímeros de bajo impacto ambiental.[84]
- Laboratorio MatéIS: Laboratorio interdisciplinario de Ciencia de Materiales, vinculado al INSA de Lyon, la Universidad Claude Bernard Lyon 1 y el CNRS, que se centra en investigar metales, cerámicas y polímeros. En particular, se centra en procesos avanzados, caracterización 3D, modelización y propiedades de uso.
- Laboratoire de Mécanique des Contacts et des Structures (LaMCoS): Unidad Mixta de Investigación del INSA Lyon y el CNRS, se dedica a investigar y controlar el comportamiento de sistemas y estructuras mecánicas, considerando sus interfaces.
- Laboratoire de Mécanique des Fluides et d’Acoustique (LMFA): Fundado en 1962, realiza investigaciones en mecánica de fluidos y acústica, desde la comprensión de fenómenos físicos y su modelado hasta investigaciones en colaboración con la industria y organismos públicos.[85] Se enfoca en tres áreas socioeconómicas: Aeronáutica y transporte, Medio ambiente y riesgos, y Energía y procesos para la industria y la vida.[85]
- Laboratorio Microbiologie, Adaptation et Pathogénie (MAP): Unidad Mixta de Investigación entre el CNRS, la Universidad Claude Bernard Lyon 1 y el INSA Lyon, junto con socios industriales.[86] Se centra en los mecanismos de adaptación y patogénesis de diversos microorganismos celulares.[86] Utiliza enfoques multidisciplinarios y herramientas como genómica y modelado matemático para comprender la adaptación fenotípica en estos microorganismos.[86]
- Laboratoire Cardiovasculaire, Métabolisme, Diabète et Nutrition (CarMeN): Laboratorio biomédico de investigación enfocado en enfermedades cardiovasculares, metabolismo, diabetología y nutrición.[87] Reúne a 160 profesionales, incluyendo investigadores, profesores y personal médico.[87] Sus objetivos son mejorar la comprensión de las enfermedades y buscar nuevas estrategias terapéuticas. El laboratorio es un referente en investigación translacional, con tres equipos y una destacada presencia en el ámbito de metabolismo, nutrición y enfermedades cardiovasculares en Lyon.[87]
- Laboratoire Vibrations Acoustique (LVA): Vinculado al departamento de Ingeniería Mecánica, se creó en los años 70 para abordar los intereses de la industria, especialmente en transporte, relacionados con la dinámica de estructuras y acústica. Sus investigaciones se centran en los transportes, la construcción naval, el sector aeronáutico, la salud, la imagen, el nuclear y el electromecánico.
- Laboratoire Nanotechnologies et Nanosystèmes (LN2): Organismo de investigación que une a la Universidad de Sherbrooke (Canadá) y el CNRS, contando con la supervisión del INSA Lyon, la École Centrale de Lyon (ECL) y la Universidad Grenoble Alpes (UGA).

Estos laboratorios representan la vanguardia de la investigación en diversas áreas, desde la ingeniería eléctrica hasta la biología funcional, y contribuyen significativamente al avance del conocimiento científico y tecnológico en la comunidad académica y la sociedad en general. Asimismo, estos laboratorios mantienen una estrecha colaboración con otras universidades, con empresas y con organismos como el CNRS.

## Personalidades relacionadas
Entre los distinguidos exalumnos del INSA de Lyon, podemos mencionar a:

#### Academia
- François Tavenas: distinguido académico que sirvió como rector de la Universidad Laval en Canadá y de la Universidad del Luxemburgo, destacándose por su liderazgo innovador en el ámbito educativo y su compromiso con el avance académico.
- Léandre Pourcelot: renombrado profesor, doctor e ingeniero, pionero en el campo de la medicina con su invento del primer dispositivo europeo de efecto Doppler ultrasónico, revolucionando el estudio de la circulación sanguínea y abriendo nuevas vías en el diagnóstico médico.
- Raymond-Alain Thietart: académico de renombre cuya investigación se centra en la teoría de las organizaciones y la gestión estratégica. Su trabajo aporta valiosas perspectivas en el desarrollo de estrategias organizacionales y la toma de decisiones en el contexto empresarial.
- Sabine Barles:  profesora e investigadora francesa con una destacada trayectoria en el campo de la sostenibilidad urbana. Su investigación se enfoca en el análisis del metabolismo de las ciudades y las implicaciones de la planificación urbana en la gestión de recursos y la sostenibilidad ambiental.

#### Cultura
- Julien Ciamaca: talentoso actor francés, reconocido por su versatilidad y profundidad en la interpretación de diversos personajes en el cine y la televisión francesa. Su capacidad para dar vida a complejos roles dramáticos lo ha establecido como un actor respetado en la industria.
- Nathalie Somers: destacada autora juvenil francesa, cuya creatividad y narrativa la llevaron a ganar el prestigioso Grand Prix de l'Imaginaire en 2019. Su obra se caracteriza por su imaginación desbordante y su habilidad para tejer historias que capturan la mente y el corazón de los jóvenes lectores.
- Nicolas Gabion: actor francés, ampliamente conocido por su memorable interpretación de Bohort en la popular serie de televisión "Kaamelott". Su actuación le ha ganado el reconocimiento del público y la crítica, destacándose por su habilidad para combinar humor y seriedad en su personaje, contribuyendo significativamente al éxito de la serie.

#### Deportes
- Alexandre Pilat: entusiasta remero activo desde 2008 en el Aviron Majolan, dedicado a la competencia y promoción de este deporte acuático que requiere fuerza, técnica y trabajo en equipo.
- Alix Faye-Chellali: destaca como futbolista francesa ocupando la posición de centrocampista defensiva, conocida por su habilidad en la recuperación del balón y la construcción del juego desde atrás, demostrando liderazgo y visión en el campo.
- Axel Zingle: ciclista francés con un notable recorrido en el ciclismo competitivo, inicialmente con el CC Étupes y ahora haciendo su marca en el equipo profesional Cofidis, destacándose en competiciones nacionales e internacionales.
- Brice Panel: atleta francés especializado en las pruebas de velocidad de 400 y 800 metros, conocido por su resistencia, velocidad explosiva y táctica en pista, compitiendo en eventos nacionales e internacionales.
- Bruno Marie-Rose: renombrado atleta francés, cuya carrera se destacó por sus excepcionales logros en el atletismo, especialmente en pruebas de velocidad, dejando una huella imborrable en el deporte.
- Claude Jager: experimentado alpinista y guía de alta montaña francés, reconocido por sus ascensos a picos desafiantes y su capacidad para liderar expediciones en los entornos más exigentes.
- Cyprien Brun: se distinguió como un prominente esquiador alpino francés, compitiendo en el más alto nivel y representando a Francia en competiciones internacionales, destacándose por su técnica y velocidad en las pistas.
- Céline Lafaye: corredora de trail francesa, ha sido cuádruple campeona de Francia de trail corto, demostrando excepcionales habilidades de resistencia, velocidad y adaptabilidad en los terrenos más difíciles.
- Damien Piqueras: Remero francés que ha competido a nivel nacional e internacional, contribuyendo significativamente al equipo de remo de Francia con su destreza y técnica.
- Édouard Jonville: Distinguido remero francés, Édouard Jonville ha representado a Francia en competiciones internacionales, destacando por su fuerza y coordinación en el agua.
- Étienne Fabre: Prometedor ciclista francés cuya carrera ascendente se truncó por un trágico accidente de montaña. Recordado por su pasión y talento natural para el ciclismo.
- Fanny Gibert: Escaladora francesa especialista en búlder, reconocida por su técnica y logros en competiciones de escalada a nivel nacional e internacional.
- Florian Labourel: Atleta francés especializado en salto de altura, conocido por su capacidad atlética y resultados destacados en competiciones nacionales.
- Floriane Pugin: Competidora francesa en ciclismo de montaña, especializada en descenso. Admirada por su habilidad técnica y rapidez en pistas desafiantes.
- François Gabart: Navegante francés, ganador de la Vendée Globe 2013 y la Route du Rhum 2014, destacado por su estrategia y habilidad en navegación solitaria.
- Guillaume Florent: Velerista francés que obtuvo el bronce en los Juegos Olímpicos de Pekín 2008, reconocido por su estrategia y destreza en competiciones de vela.
- Guillaume Adam: Atleta francés con reconocimiento en el atletismo, participante en competiciones nacionales e internacionales, conocido por su versatilidad y compromiso.
- Jean-Christophe Péraud: Ciclista francés, medallista de plata en los Juegos Olímpicos de Pekín 2008 y subcampeón del Tour de Francia  2014, destacado por su resistencia y rendimiento.
- Jean-Marc Lhermet: Internacional de rugby francés, valorado por su habilidad en el juego y aportaciones clave a su equipo durante su carrera deportiva.
- Jonathan Coeffic: Deportista francés galardonado con la medalla de bronce en los Juegos Olímpicos de Pekín 2008, reconocido por su excelencia y dedicación a su disciplina deportiva.
- Kevin Peponnet: navegante francés destacado en el ámbito de la vela. Participante en competiciones de alto nivel, Peponnet ha representado a Francia en eventos internacionales, incluidos campeonatos mundiales y regatas olímpicas. Su carrera está marcada por logros significativos en diversas clases de embarcaciones, lo que refleja su versatilidad y habilidad en el deporte de la vela.
- Léo Grandsire: remero francés, conocido por su participación en competiciones nacionales e internacionales de remo. Grandsire ha contribuido al equipo nacional de Francia, destacándose en diversas categorías de peso y modalidades de remo. Su trayectoria incluye participaciones en campeonatos mundiales y, potencialmente, juegos olímpicos, demostrando excelencia y compromiso con el deporte.
- Matthieu Jost: patinador artístico sobre hielo francés, especializado en danza sobre hielo. Junto a su pareja de danza, ha competido a nivel nacional e internacional, alcanzando reconocimiento en campeonatos europeos y mundiales. La habilidad de Jost para combinar técnica, expresión artística y rendimiento deportivo lo distingue en el campo de la danza sobre hielo.
- Sandra Sogoyou:  atleta francesa especializada en carreras de vallas. Ha competido a nivel nacional e internacional, destacándose en campeonatos europeos, mundiales y, potencialmente, juegos olímpicos. Sogoyou es reconocida por su técnica en el salto de vallas y su velocidad en la pista, lo que la ha llevado a establecerse como una de las vallistas más prominentes de Francia.
- Sandrine Levet: destacada deportista francesa, reconocida como campeona nacional de escalada y poseedora de múltiples títulos tanto a nivel mundial como en su país natal. Su habilidad y destreza en este deporte la han llevado a alcanzar un alto nivel de éxito y reconocimiento
- Sara El-Bekri: nadadora francesa que destacó como semifinalista en los Juegos Olímpicos de Londres 2012, compitiendo en la categoría de natación. Su participación en esta competición internacional la consolidó como una atleta de élite en su disciplina
- Solène Butruille: esgrimista francesa cuyo talento y dedicación la han llevado a destacar en su deporte. Su participación en competiciones nacionales e internacionales la posiciona como una representante destacada de la esgrima francesa
- Sophia Bouderbane: karateka francesa con un impresionante récord de cinco veces campeona de Europa en la modalidad de kumite. Su habilidad y determinación en este arte marcial la han convertido en una figura destacada en el mundo del karate a nivel europeo
- Sylvain Cachard: corredor de fondo francés especializado en carreras de montaña, quien se destacó al lograr el título de campeón de Europa en el año 2022. Su capacidad atlética y su pasión por el deporte lo han llevado a alcanzar logros significativos en su disciplina
- Yannick Seigneur: alpinista francés reconocido por su destacada carrera como guía de montaña, con más de 500 aperturas de rutas en su haber. Además, Seigneur es conocido por ser el primer francés en haber escalado tres "ochomiles", lo que lo posiciona como una figura emblemática en el mundo del alpinismo.

#### Empresa
- Alain Donzeaud: es reconocido como el secretario general de Capgemini, una posición que le confiere un papel fundamental en la gestión estratégica y operativa de una de las principales empresas de servicios de consultoría, tecnología y transformación digital a nivel global.
- Bertin Nahum: ostenta el cargo de presidente y director general de Medtech, posición desde la cual lidera una compañía dedicada al desarrollo de tecnologías innovadoras en el ámbito médico, especialmente en el campo de la robótica quirúrgica.
- Christian Nibourel: es el director general de Accenture Francia y Benelux, además de haber desempeñado el importante cargo de presidente del Consejo de Administración del INSA de Lyon. Su trayectoria destaca por su liderazgo en la consultoría empresarial y su compromiso con el desarrollo educativo.
- Hélène Moreau-Leroy: ejerce como directora general de Hispano-Suiza, contribuyendo al posicionamiento y desarrollo de una prestigiosa empresa en el sector de la automoción, reconocida por su historia y su enfoque en la innovación.
- Jacques Richier: asume el rol de director general de Allianz Francia, destacándose por su experiencia en la gestión de seguros y servicios financieros, así como por su liderazgo en la implementación de estrategias empresariales sólidas.
- Jean Guénard: antiguo presidente de Eiffage Travaux Publiques, ha dejado una huella significativa en el desarrollo de infraestructuras y construcciones públicas. Además, su liderazgo se extiende como presidente de la Fundación INSA de Lyon, demostrando su compromiso con la educación y la comunidad.
- Jean-Philippe Bainier: ocupa el cargo de director de operaciones de la división de producción nuclear de EDF, destacándose por su expertise en el sector energético y su contribución al desarrollo de tecnologías seguras y sostenibles.
- Marc Lassus: fundador y ex director general de GEMPLUS, ha sido un pionero en el campo de la tecnología de identificación y seguridad, liderando una empresa reconocida por sus innovaciones en el ámbito de los dispositivos inteligentes.
- Olivier Roussat: desempeña el cargo de director general de Bouygues Telecom, liderando una de las principales empresas de telecomunicaciones en Francia y contribuyendo al desarrollo y expansión de servicios digitales para los consumidores.
- Olivier Tisseyre: fundador y líder de Amaris, ha sido un emprendedor destacado en el ámbito de la consultoría y servicios empresariales, demostrando habilidades de liderazgo y visión estratégica en un mercado competitivo.
- Pascale Witz: se destaca como vicepresidenta ejecutiva de divisiones globales y desarrollo comercial estratégico de Sanofi, una de las principales empresas farmacéuticas a nivel mundial, contribuyendo al avance de la ciencia y la salud global.
- Philippe Fabié: desempeña el papel de director general delegado de Bouygues Construcción, liderando proyectos de construcción de infraestructuras significativas y contribuyendo al crecimiento y desarrollo sostenible del sector de la construcción.
- Pierre-Yves Cros: en su función como director del desarrollo de Capgemini, juega un papel crucial en la definición y ejecución de estrategias de crecimiento y expansión para una de las principales empresas de consultoría y servicios tecnológicos a nivel mundial.
- Robert Cohen: lidera como director general de Sully Group, destacándose por su experiencia en la gestión de servicios de ingeniería y construcción, así como por su compromiso con la excelencia operativa y la satisfacción del cliente.
- Sophie Breton: asume el rol de directora general de Hager Group, contribuyendo al liderazgo y crecimiento de una empresa líder en soluciones eléctricas y de automatización, con un enfoque en la innovación y la sostenibilidad.
- Spas Balinov y Stanislaw Ostoja-Starzewski: fundadores de Novanano, ahora 4skies, han sido visionarios en el campo de la nanotecnología y la aeroespacial, liderando una empresa dedicada a la investigación y desarrollo de soluciones avanzadas en estos campos.
- Thierry Tingaud: dirige como director general STMicroelectronics SA, contribuyendo al liderazgo y la innovación en el sector de la electrónica y los semiconductores, con un enfoque en el desarrollo de tecnologías de vanguardia.
- Vincent Rivière: ocupa el puesto de director general de Business & Decision France, Suisse et Maurice, liderando una empresa de consultoría y servicios digitales con un enfoque en la generación de valor para sus clientes a través de soluciones innovadoras y estratégicas.

#### Ingeniería
- Jacques Pouysségur: Investigador emérito de clase excepcional en el CNRS, reconocido por sus contribuciones significativas en el campo de la biología molecular y celular, particularmente en los mecanismos de señalización celular y su impacto en enfermedades.
- Nicolas Rognin: científico e inventor destacado, conocido por su trabajo innovador en el desarrollo de tecnologías y soluciones en diversas áreas de la ciencia aplicada, contribuyendo significativamente al avance del conocimiento y la tecnología.
- Pascale Vicat-Blanc: científica francesa especializada en Cloud computing, con un enfoque en la arquitectura de redes y la optimización de sistemas de computación en la nube. Su trabajo ha sido fundamental en el desarrollo de tecnologías que permiten la computación eficiente y escalable en la nube.
- Serge Humpich: ingeniero electrónico francés que ganó notoriedad por descifrar la firma electrónica de las tarjetas bancarias francesas, demostrando vulnerabilidades en la seguridad de los sistemas de pago electrónico y fomentando el avance hacia sistemas más seguros.

#### Política
- Bruno Duvergé (1957-) es conocido por su trayectoria como diputado en el ámbito político francés, donde ha desempeñado un papel significativo en la representación de los intereses de su circunscripción y en la elaboración de leyes y políticas públicas a nivel nacional.
- Christian Forestier: es reconocido por su anterior cargo como director del gabinete del ministro francés de la educación nacional y de la enseñanza superior, en el cual desempeñó un papel importante en la formulación y ejecución de políticas educativas en Francia.
- Claude Gaillard: es un político francés cuya carrera ha estado marcada por su participación en distintos ámbitos de la política nacional, representando diferentes ideologías y perspectivas a lo largo de su trayectoria.
- Dominique Faure (1959 -): es conocida por su función como ministra delegada de Territorios Locales, donde ha trabajado en la gestión y coordinación de políticas relacionadas con el desarrollo local y regional en Francia.
- Elyes Fakhfakh (1972-): fue el 15º primer ministro de Túnez, desempeñando un papel crucial en la dirección del gobierno y la implementación de políticas para abordar los desafíos económicos, sociales y políticos del país.
- Jean-Michel Houllegatte (1958-): es un senador francés cuya labor se ha centrado en la representación de los intereses de su circunscripción en el Senado y en la participación en debates y decisiones legislativas a nivel nacional.
- Lobna Jeribi (1973-): es conocida por su cargo como ministra tunecina de Enseñanza Superior e Investigación Científica, donde ha trabajado en el desarrollo y la mejora del sistema educativo y de investigación en Túnez.
- Raymond Terracher: es un político francés afiliado al partido socialista, cuya carrera política ha estado marcada por su participación en diversos cargos y responsabilidades dentro del ámbito político local y nacional.